# Maruja Troncoso Ortega
Maruja Troncoso Ortega (Jerez de la Frontera, 18 de enero de 1937) es una soprano lírica y catedrática de canto española. 

## Biografía
Nació en el seno de una familia relacionada con la música. Su padre, Claudio Troncoso, era violinista y director de la Banda Municipal de Arcos de la Frontera. Desde muy joven sintió atracción por el mudo del espectáculo, formando parte de la Sociedad Amigos del Arte de Jerez, que hacían teatro amateur, actuando en numerosas ocasiones en el teatro Villamarta de Jerez.
Estudió violín con José Martínez Carmé y canto con Francisco Martín Soto (Curro), para presentarse como alumna libre a las pruebas del Grado Medio de violín y Grado Superior de canto en el Conservatorio Superior de Música de Sevilla, obteniendo el Premio Extraordinario Fin de Carrera en la Especialidad de canto.

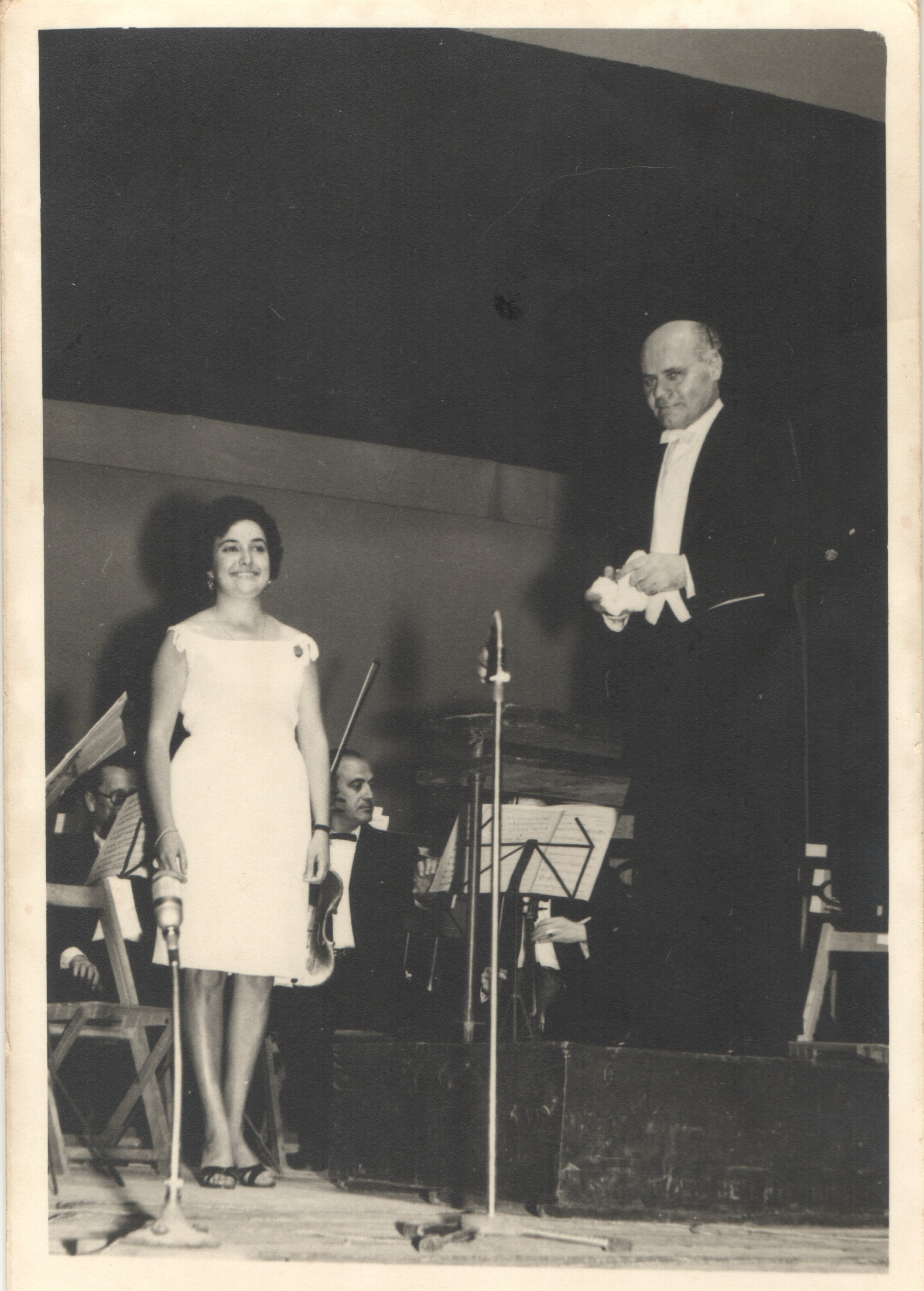
en Concierto

Su debut como cantante fue en el Orfeón jerezano, con el que participó en numerosos conciertos: zarzuelas, música Sacra y algunas novedades como Las tres Cantigas de Alfonso X el Sabio. También destacó su participación con la agrupación Aficionados Líricos Reunidos, que actuaban cada domingo en el teatro Villamarta, promovido por Agustín Brotón.
A los 28 años se trasladó a Madrid, en busca de nuevos horizontes donde desarrollar su carrera, y continuó estudiando con Miguel García Barroso. Se presentó a la convocatoria pública para el ingreso en el Coro de RTVE, obteniendo plaza. Allí tuvo la oportunidad de cantar bajo la batuta de Igor Markevitch, Nadia Boulanger, Odón Alonso, Ros Marbá, Frühbeck de Burgos o García Asensi, entre otros. En 1967 entró a formar parte de la Compañía Lírica Amadeo Vives, dirigida por José Tamayo, actuando en los Festivales de Verano en Madrid, Barcelona y Sevilla, con la Antología de la Zarzuela durante varios años. Posteriormente formó parte de la Compañía del Teatro de la Zarzuela de Madrid.
Obtuvo la plaza de profesora de Canto del Conservatorio de Sevilla en 1982, y posteriormente promocionó a la Cátedra. Ha colaborado en la selección de los integrantes del Coro del Teatro Villamarta de Jerez de la Frontera, donde impartió un curso de canto.
Tiene publicada una lección magistral La voz humana y el canto lírico.

## Repertorio

### Zarzuela
- La verbena de la Paloma
- La revoltosa
- La del manojo de Rosas
- La reina Mora
- Agua, azucarrillos y aguardiente
- Los gavilanes
- La viejecita
- La canción del olvido
- La corte de Faraón
- La Tabernera del Puerto
- Bohemios
- La Parranda
- Pan y Toros
- Luisa Fernanda
- El Caserío

### Opereta
- Murciélagos de Johann Strauss[5]

## Premios y distinciones
- Premio de interpretación de ópera italiana por el Instituto de Cultura Italiana
- Beca para estudiar con Gina Cigna en Milán
- Miembro de la Real Academia San Dionisio de Ciencias, Artes y Letras (desde 2001)[6]